# Francesco Zumpano
Francesco Zumpano, detto Franco (Crotone, 3 settembre 1955), è un mafioso italiano ed esponente dell'organizzazione malavitosa romana Banda della Magliana.

## Biografia
Assieme al fratello Domenico, nel 1977 venne introdotto, dall'amico boss Franco Giuseppucci, nel nucleo originario della Banda della Magliana con compiti di custodia di una parte delle armi in dotazione alla banda, di gestione dello spaccio di sostanze stupefacenti nelle zone di Testaccio e di viale Marconi e di tenere i contatti con il fornitore di cocaina Manuel Fuentes Cancino, detto il Cileno.